# Bohózat (opera)
A zenés bohózat a 18. század utolsó és a 19. század első három évtizedében elsősorban Velence és Nápoly, kisebb mértékben Olaszország többi részén elterjedt operaműfaj.
Általában egyfelvonásos vígopera volt, néha balett mellett játszották. Szerkezetileg hasonlít a játékos, kétfelvonásos drámához (amiből vélhetően származik), osztva a koncertek felépítését, de rövidebb recitatívókkal. A szűkös anyagi lehetőségekkel rendelkező kis színházaknak szánták, a kórusok szinte teljes hiánya és a jelenetek szűkös változása jellemezte (néha a színpadkép ugyanaz marad az előadás teljes időtartama alatt). Gyors tempó, „természetes” karakter és mérsékelt cselekmény is jellemzője volt. Néhány bohózatot a francia stílus befolyásolt, például a comédie mêlée d'ariettes.
A bohózat a tizennyolcadik század kilencvenes éveinek elején kezdett megjelenni, és csúcsát 1800 körül érte el. A legnagyobb sikere Velencében volt, ahol főként a San Moisè Színházban farsang idején adták elő. Ebben a városban alig több mint húsz év alatt 106 librettót zenésítettek meg, néhányat többször különböző zeneszerzők, az összesen 191 olaszországi produkcióból.
A fő librettisták, akik hozzájárultak ehhez az operaműfajhoz, Giuseppe Maria Foppa és Gaetano Rossi voltak, míg a zeneszerzők közül kiemelkednek Giuseppe Farinelli, Pietro Generali, Simon Mayr, Giuseppe Mosca, Gioachino Rossini, Gaetano Donizetti és Vittorio Trento.

## Példák a bohózatra
- A szerelem finomságai, avagy A bohózat nincs kész, de próbálják Gennaro Astarita (Velence, 1773)
- A négyféle ördög, Gennaro Astarita (Nápoly, 1785)
- A levél intrikája Simon Mayr Giuseppe Maria Foppa librettójára (Velence, 1797)
- A megváltozott nők Marcos António Portugal, Giuseppe Maria Foppa librettójára (Velence, 1797)
- Milyen eredeti! Simon Mayr, Gaetano Rossi librettójával (Velence, 1798)
- Zeneakadémia Simon Mayr, Gaetano Rossi librettójával (Velence, 1799)
- Teresa és Claudio Giuseppe Farinelli, Gaetano Rossi librettójára (Velence, 1801)
- Pamela Giuseppe Farinelli, Gaetano Rossi librettójából (Velence, 1802)
- Pamela nem házas, Pietro Generali és Gaetano Rossi librettójára (Velence, 1804)
- Házastársi szerelem Simon Mayr, Gaetano Rossi librettójával (Padova, 1805)
- A házassági kötelezvény Rossini, Gaetano Rossi librettójából (Velence, 1810)
- A három férj Giuseppe Mosca, Gaetano Rossi librettójával (Velence, 1811)
- Szerencsés tévedés Rossini, Giuseppe Maria Foppa librettójával (Velence, 1812)
- A selyemlétra Gioachino Rossini zenéje Giuseppe Maria Foppa librettójára (Velence, 1812)
- Az alkalom szüli a tolvajt szerzője Gioachino Rossini, Luigi Prividali librettójával (Velence, 1812)
- Bruschino úr, Rossini Giuseppe Maria Foppa librettójára komponálta (Velence, 1813)
- Adina Gioachino Rossini, Gherardo Bevilacqua Aldobrandini librettójával (Lisszabon, 1826)
- Éljen a mama! Donizetti (Nápoly, 1827)
- A csengő Donizetti saját librettójára (Nápoly, 1836)

## Egyéb projektek
- Wikizionario contiene il lemma di dizionario «farsa»

## Fordítás
Ez a szócikk részben vagy egészben  a   Farsa (genere operistico) című olasz Wikipédia-szócikk ezen változatának fordításán alapul.  Az eredeti cikk szerkesztőit annak laptörténete sorolja fel. Ez a jelzés csupán a megfogalmazás eredetét és a szerzői jogokat jelzi, nem szolgál a cikkben szereplő információk forrásmegjelöléseként.